# Claude Louis François de Régnier de Guerchy
Claude-Louis-François de Régnier, comte de Guerchy, marquis de Nangis, baron de la Guerche, né en 1715 et décédé en 1767 est un officier général et diplomate français.

## Biographie
D'une ancienne famille de Bourgogne, il est le fils de Louis de Régnier, marquis de Guerchy, comte de Druy et de Jeanne-Louise de Marion de Druy.
Il est le petit-fils de Henri de Régnier, baron de Guerchy, et de Marie de Brouilly, l'arrière-petit fils de Claude de Régnier, baron de Guerchy et de Lucie, ou Julie de Brichanteau.
C'est par cette parenté que lui échoient, par succession, le marquisat et le château de Nangis, Louis Armand de Brichanteau étant mort sans postérité.
Il est aussi vicomte de Fontenay le Marmion, seigneur de Fresney le Puceux, Bretteville sur Laize, en Normandie, domaines ayant appartenu à son arrière-grand-mère, Gilonne d'Harcourt, mère de Marie de Brouilly.

### Carrière militaire
Sa carrière est essentiellement militaire. Entré au service en 1729, il fait ses premières armes dans les mousquetaires du roi en 1730 sous le marquis de Guerchy son père.
Il s'illustre pendant les campagnes d'Italie (1733-1734), du Rhin (1735), en Bavière (1741), en Flandre (1741-1747), aux Pays-Bas (1748) et en Allemagne (1757-1760). En 1743, il est fait brigadier des armées du roi.
Colonel du régiment Royal des Vaisseaux pendant la guerre de succession d'Autriche, il sert au siège d'Ypres, à celui de Furnes (1744), à celui de Tournai (1745). Héroïque aux batailles de Fontenoy (où, à la tête de son régiment, il chargea trois fois la colonne anglaise) et de Minden, Voltaire lui dédie un vers de son Poème de Fontenoy : « Guerchy n'est point frappé, la vertu peut te plaire » . Ayant eu un cheval tué sous lui, durant cette bataille, il obtint le commandement du régiment du Roi en récompense.  
En juin 1745, il est promu maréchal de camp. La même année, il sert au siège d'Oudenarde, en 1746 à la prise de Bruxelles, aux sièges de Charleroi, de Mons et de Namur. En 1746, il sert à la bataille de Raucoux, en 1747 à la bataille de Lauffeld, où il est blessé.
En 1748, il devient gouverneur de Huningue et participe au siège de Maestricht. Il porte au roi la nouvelle de la prise de la ville. La même année, il est fait lieutenant général des armées du roi.
De 1751 à 1761, pendant la guerre de Sept Ans, il sert en Allemagne. Il se trouve à la bataille d'Hastenbeck (1757), à la bataille de Krefeld (1758), à la bataille de Minden (1759).

### Ambassade de France à Londres
Six mois après le traité de paix de 1763, il remplace le duc de Nivernais à l'ambassade de France à Londres dans les circonstances les plus critiques : sont à l'ordre du jour les questions des prisonniers de guerre, des fortifications de Dunkerque, les litiges que suscitent la pêche en Terre-Neuve et les îles Falkland.
Son prédécesseur estime ses capacités tout à fait médiocres. Le duc de Praslin, secrétaire d'État aux Affaires étrangères, est lui-même circonspect et craint « ses dépêches comme le feu ». La correspondance entretenue entre le comte de Broglie, le chevalier d'Éon et Tercier dans le cadre du Secret du Roi le désigne d'ailleurs sous les noms de code de Novice, de Bélier ou de Mouton cornu.
Deux secrétaires, Leboucher et Bontemps, secondent Guerchy et fournissent la majeure partie du travail quand le marquis de Blosset le remplace pendant ses séjours annuels en France. Charles de Beaumont, chevalier d'Éon, doit lui servir de guide et tenir sa plume.
Son ambassade et la fin de sa vie sont marquées par les difficultés qu'il rencontre avec l'étrange personnage qu'est le chevalier d'Éon. Au départ un simple problème de compétence : d'Éon, refuse son poste subalterne. Puis les crises se font de plus en plus scandaleuses et publiques et d'Éon prétend qu'on a voulu l'empoisonner à la table de l'ambassadeur. L'adversaire de Guerchy, disgracié par le roi, est devenu un renégat. Cependant, la double politique de Louis XV complique l'affaire . Le souverain soutient ouvertement son ambassadeur et donne dans le même temps des gages de tranquillité au chevalier d'Éon, allant jusqu'à lui demander de surveiller l'ambassadeur.
« Incapable de mener à heureuse fin par lui-même ce complot, qui exigeait toute l'expérience d'une plume exercée (l'ambassadeur savait à peine tenir la sienne), il emprunta celles de deux hommes de lettres réunis » à savoir celles d'Ange Goudar et de Treyssac de Vergy.
L'ambassadeur, invoquant le droit des gens, demanda une réparation en justice ; si le premier procès fut gagné, ses espérances furent vite déçues. Il adressa un mémoire à Lord Halifax, à la suite de ceux d'Éon, le 17 mai 1764, pour réclamer la protection des lois et du droit des gens mais sans succès.
Le retournement de Treyssac de Vergy contre son ancien patron, fait pencher la balance du côté du chevalier en septembre 1767. Cet épisode devait marquer la mémoire de l'ambassade jusqu'aux dernières années de l'Ancien Régime. En définitive, l'affaire ne prit fin qu'avec la mort de l’ambassadeur voire au retour en France sous ses habits féminins, du chevalier d'Éon.
Lors de ses dernières vacances, Guerchy demande son rappel : ses querelles avec d'Éon, les procès qu'il vient de perdre à Londres contre l'aventurier l'empêchent de représenter comme il se doit la couronne de France. Selon Octave Homberg et Fernand Jousselin, Guerchy, à la suite de son procès contre d'Éon, est hué par la population londonienne et doit se faire passer pour son secrétaire afin de ne pas être malmené par la foule.
Âgé, malade, très fatigué, son rappel est accordé par Louis XV. Le 20 juillet 1767, Guerchy quitte définitivement son poste.
« Cette ambassade si bien remplie eut un triste épilogue : à peine de retour en France, Guerchy reçut un paquet contenant une copie d'environ 600 vers du premier chant d'un poème héroï-comique intitulé la Guerchiade ; c'était une abominable charge contre son ambassade à Londres, remplie d'injures à son adresse et à celle de Choiseul. » Treyssac de Vergy propose de remettre le manuscrit contre la somme de cent guinées, si le 1er septembre la somme n'est pas versée, le libelle sera publié. Le chantage ne prend pas car le comte meurt à Paris le 17 septembre. Le calomnieux libelle ne fut pas imprimé.
Le comte de Guerchy apparaît de façon anecdotique dans le roman de Diderot, Jacques le fataliste et son maître.
Son portrait, peint par Louis-Michel Van Loo, n'est plus connu que par des reproductions en gravure.

### Distinctions
- Chevalier de l'ordre royal et militaire de Saint-Louis (1743)
- Chevalier des ordres du Roi (1759)

### Mariage et descendance
Le comte de Guerchy épouse le 3 mai 1740 Gabrielle Lydie d'Harcourt (Paris, paroisse Saint Sulpice, 21 décembre 1722 - Paris, 13 février 1801), fille de François d'Harcourt, 2e duc d'Harcourt, pair de France, maréchal de France, et de Marie Madeleine Le Tellier de Barbezieux.
Tous deux sont inhumés à Guerchy.
Elle est la petite-fille de Louis François Marie Le Tellier, marquis de Barbezieux, ministre et secrétaire d'Etat à la Guerre, la belle-sœur d'Emmanuel Dieudonné de Hautefort, ambassadeur à Vienne de 1749 à 1751, celle aussi du maréchal-duc de Croÿ. Dont 6 enfants :
- Anne Louise de Régnier de Guerchy (Paris, paroisse Saint Sulpice, 25 novembre 1741 - ibidem, 9 novembre 1749) ;
- Henri Louis de Régnier de Guerchy (Paris, paroisse Saint Sulpice, 23 juin 1743 - ibidem, 20 février 1745) ;
- Félicité Victoire de Régnier de Guerchy (Paris, paroisse Saint Sulpice, 26 novembre 1745 - ibidem, 30 décembre 1759) ;
- Antoinette Marie de Régnier de Guerchy (Paris, paroisse Saint Sulpice, 6 juillet 1748 - 1837), mariée en 1768 avec Joseph Louis Bernard de Cléron d'Haussonville, brigadier des armées du Roi, colonel du régiment de la Marine (1737-1806), dont postérité ;
- Angélique Louise de Régnier de Guerchy (Paris, paroisse Saint Sulpice, 9 février 1752 - ibidem, 22 juin 1756) ;
- Anne Louis de Régnier de Guerchy, marquis de Guerchy, marquis de Nangis, maréchal des camps et armées du Roi, colonel en second du régiment lyonnais, puis colonel du régiment d'Artois infanterie, chevalier de Saint-Louis, il n'émigre pas à la Révolution (Paris, paroisse Saint Sulpice, 3 février 1755[13] - 1806), marié en 1780 avec Marie-Françoise du Roux de Sigy, dont postérité. Ils ont pour descendant Pierre Jacobé de Haut de Sigy.